# Walter Besenbruch
Walter Besenbruch (* 25. Dezember 1907 in Barmen; † 23. Juni 2003 in Berlin) war ein deutscher Philosoph, Hochschullehrer und Widerstandskämpfer gegen den Nationalsozialismus.

## Leben

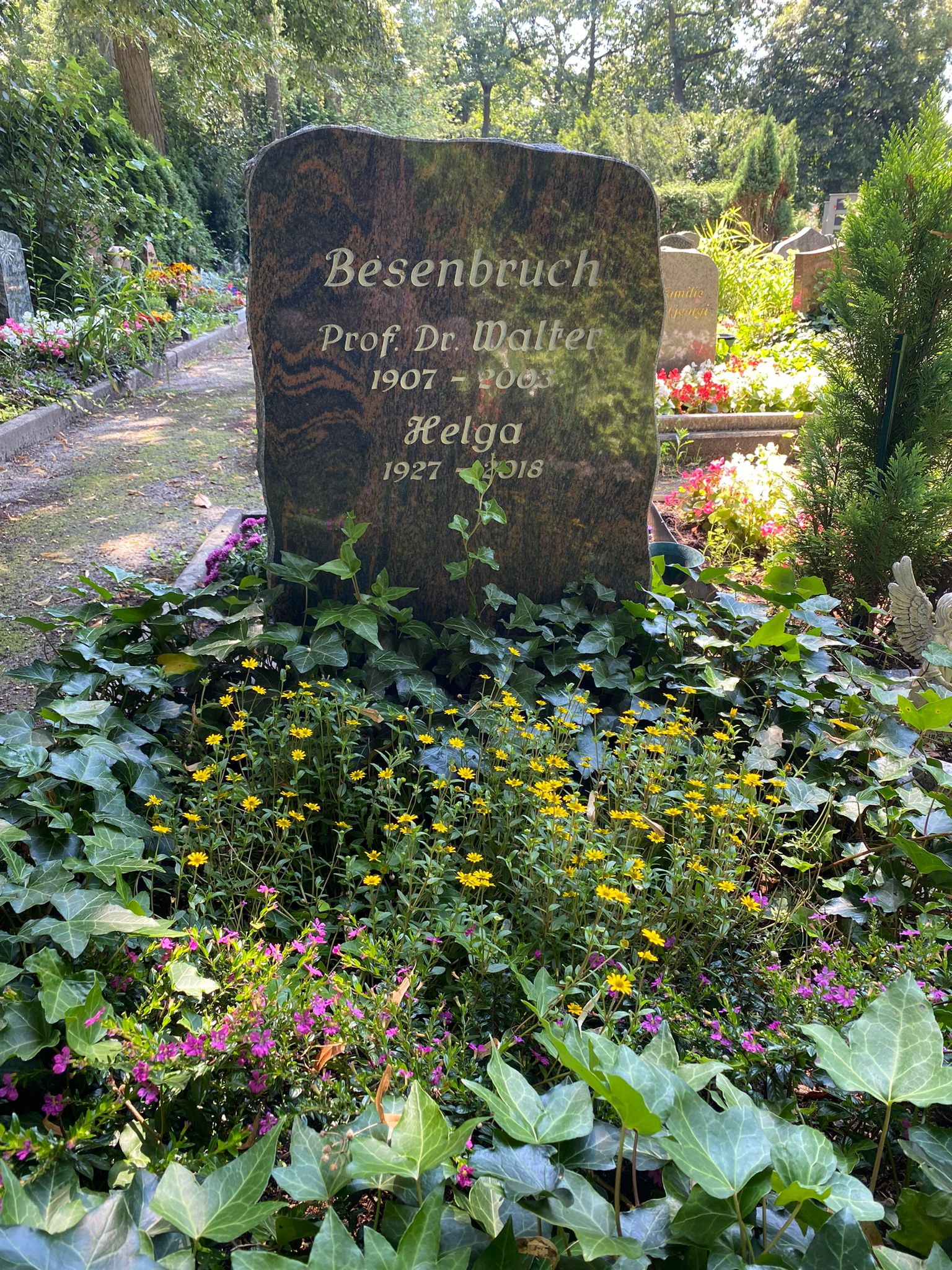
Grabstätte auf dem Waldfriedhof Grünau

Besenbruch, Sohn eines Bandwirkers, begann 1929 nach dem Abschluss des Abiturs ein Studium der Geschichte und Philosophie in Berlin und Kiel, welches er 1932 aus Geldmangel abbrach. 1930 trat er in die KPD ein und begann, sich politisch zu engagieren. Besenbruch war an diversen antifaschistischen Aktionen beteiligt und wurde ab 1932 mehrfach verhaftet und zu kurzen Gefängnisstrafen verurteilt. Nach 1933 wirkte er unter anderem als Politischer Leiter der KPD in Schleswig-Holstein. 1935 folgte eine Verurteilung wegen „Vorbereitung zum Hochverrat“ zu zwölf Jahren Zuchthaus. Besenbruch wurde zunächst im Zuchthaus Hamburg-Fuhlsbüttel, anschließend bis zu seiner Befreiung 1945 in den Konzentrationslagern KZ Moorlager Emsland und KZ Mauthausen interniert.
Von 1945 bis 1947 war Besenbruch von den sowjetischen Besatzungsbehörden als Polizeipräsident von Merseburg eingesetzt. 1948 begann er eine wissenschaftliche Aspirantur an der Martin-Luther-Universität Halle (Saale) bei Walter Markov und absolvierte 1949/50 einen Dozentenlehrgang an der Parteihochschule „Karl Marx“ der SED. Von 1950 bis 1953 war er leitender Redakteur der SED-Zeitschrift Einheit und hatte gleichzeitig Lehraufträge für dialektischen und historischen Materialismus an der Humboldt-Universität (HU) Berlin.
1953 wurde Besenbruch Wahrnehmungsprofessor mit Lehrauftrag für Philosophische Ästhetik an der HU Berlin und wurde 1956 mit der Schrift „Zum Problem des Typischen in der Kunst“ promoviert. 1956/57 geriet Besenbruch erstmals wegen kritischer Veröffentlichungen zum XX. Parteitag der KPdSU und den dortigen Enthüllungen der Verbrechen Stalins in Konflikt mit der Partei- und Staatsführung der DDR. Von 1959 bis zu seiner Pensionierung aus gesundheitlichen Gründen 1964 war er dennoch Professor mit Lehrauftrag für Ästhetik und Kulturpolitik an der HU Berlin. In diesen Jahren war Besenbruch Lehrer des späteren Philosophen und DDR-Regimekritikers Rudolf Bahro, der ihn „eine moralische Instanz“ nannte, auch der spätere Regimekritiker Wolf Biermann zählte zu seinen Schülern. 1973 wurde Besenbruch emeritiert und verstarb im Jahr 2003. Seine letzte Ruhestätte erhielt er auf dem Waldfriedhof Grünau.
1965 wurde er mit dem Vaterländischen Verdienstorden in Silber und 1983 in Gold ausgezeichnet.

## Werke
- Zum Problem des Typischen in der Kunst. Weimar 1956.
- Dialektik und Ästhetik. Institut für Angewandte Kunst, Berlin 1958 (als Herausgeber).